# Justus W. Hedemann
Justus Wilhelm Hedemann (* 24. April 1878 in Brieg; † 13. März 1963 in Berlin) war ein deutscher Jurist, der das demokratische System von Weimar ablehnte und sich stark für den Nationalsozialismus engagierte.

## Leben
Hedemann war seit 1909 Oberlandesgerichtsrat in Jena und Lehrstuhlinhaber an der dortigen Universität. 1917 begründete er das Institut für Wirtschaftsrecht in Jena und wurde dessen Direktor. 1918 lehrte er an der Landesuniversität Dorpat.
Hedemann engagierte sich während der Zeit des Nationalsozialismus stark für das neue System. Das verschaffte ihm die Professur an der juristischen Fakultät der Friedrich-Wilhelms-Universität Berlin als Höhepunkt seiner wissenschaftlichen Karriere. Hier lehrte er ab 1936 Bürgerliches Recht, Wirtschaftsrecht und Privatrechtsgeschichte als Direktor des neu gegründeten Institutes für Wirtschaftsrecht.
Schon Ende 1933 wurde er in der von Hans Frank gegründeten Akademie für Deutsches Recht Mitglied einer Arbeitsgruppe, die ein neues NS-Recht schaffen wollte. 1939 ernannte ihn Frank zu deren Vorsitzenden. Die fünf Bände des Bürgerlichen Gesetzbuches sollten dazu überarbeitet werden und in einem neuen Volksgesetzbuch kodifiziert werden. In dieser Vorbereitungsgruppe war Hedemann auch Vorsitzender des Ausschusses für Personen-, Vereins- und Schuldrecht.
1942 wurde Hedemann als Mitglied im Beirat der Gesellschaft für europäische Wirtschaftsplanung und Großraumwirtschaft gelistet, welche die deutsche Herrschaft über Europa nach dem erwarteten Sieg plante.
Hedemann wurde 1946 emeritiert.

## Schriften (Auswahl)
- Einführung in die Rechtswissenschaft, 1. Aufl. Berlin/Leipzig 1919, 2. Aufl. 1927.
- Die Fortschritte des Zivilrechts im XIX. Jahrhundert, 1. Teil, Berlin 1910, 2. Teil, 1. Hbbd. Berlin 1930, 2. Hbbd. Berlin 1935.
- Die Flucht in die Generalklauseln: Eine Gefahr für Recht und Staat. Mohr, Tübingen 1933.
- Deutsches Wirtschaftsrecht. Ein Grundriss. Junker und Dünnhaupt, Berlin 1939.
- mit Roland Freisler: Deutsches Gemeinrecht im Werden. von Decker, Berlin 1940.
- mit Roland Freisler (Hrsg.): Kampf für ein deutsches Volksrecht: Richard Deinhardt zum 75. Geburtstage. von Decker, Berlin 1940.
- Das Volksgesetzbuch der Deutschen. Ein Bericht. Beck, München 1941 (Arbeitsberichte der Akademie für Deutsches Recht, Sonderheft).
- Volksgesetzbuch. Grundregeln und Buch. 1. Entwurf u. Erläuterungen. Vorgelegt von Justus Wilhelm Hedemann, Heinrich Lehmann, Wolfgang Siebert. Beck, München 1942 (Arbeitsberichte der Akademie für Deutsches Recht, Nr. 22).
- Das Volksgesetzbuch als Fundament großdeutschen Rechtslebens. Spaeth & Linde, Berlin und Wien 1942.